# Rymanów
Rymanów ist eine Stadt im Powiat Krośnieński in der Woiwodschaft Karpatenvorland in Polen. Sie ist Sitz der gleichnamigen Stadt-und-Land-Gemeinde mit etwa 15.800 Einwohnern.

## Geographie
Rymanów liegt am nördlichen Rand der Niederen Beskiden, ca. 70 km südlich vom Rzeszów. Rymanów ist umgeben von vielen Hügeln in einer Höhe von 615 m, auf denen sich riesige Windparks befinden.
Durch die Stadt fließt der Fluss Tabor. Die Nachbarorte sind Ladzin im Norden, Łazy im Nordosten, Sieniawa im Osten, Głębokie im Südosten, Posada Górna im Süden, sowie Klimkówka im Westen.

## Geschichte

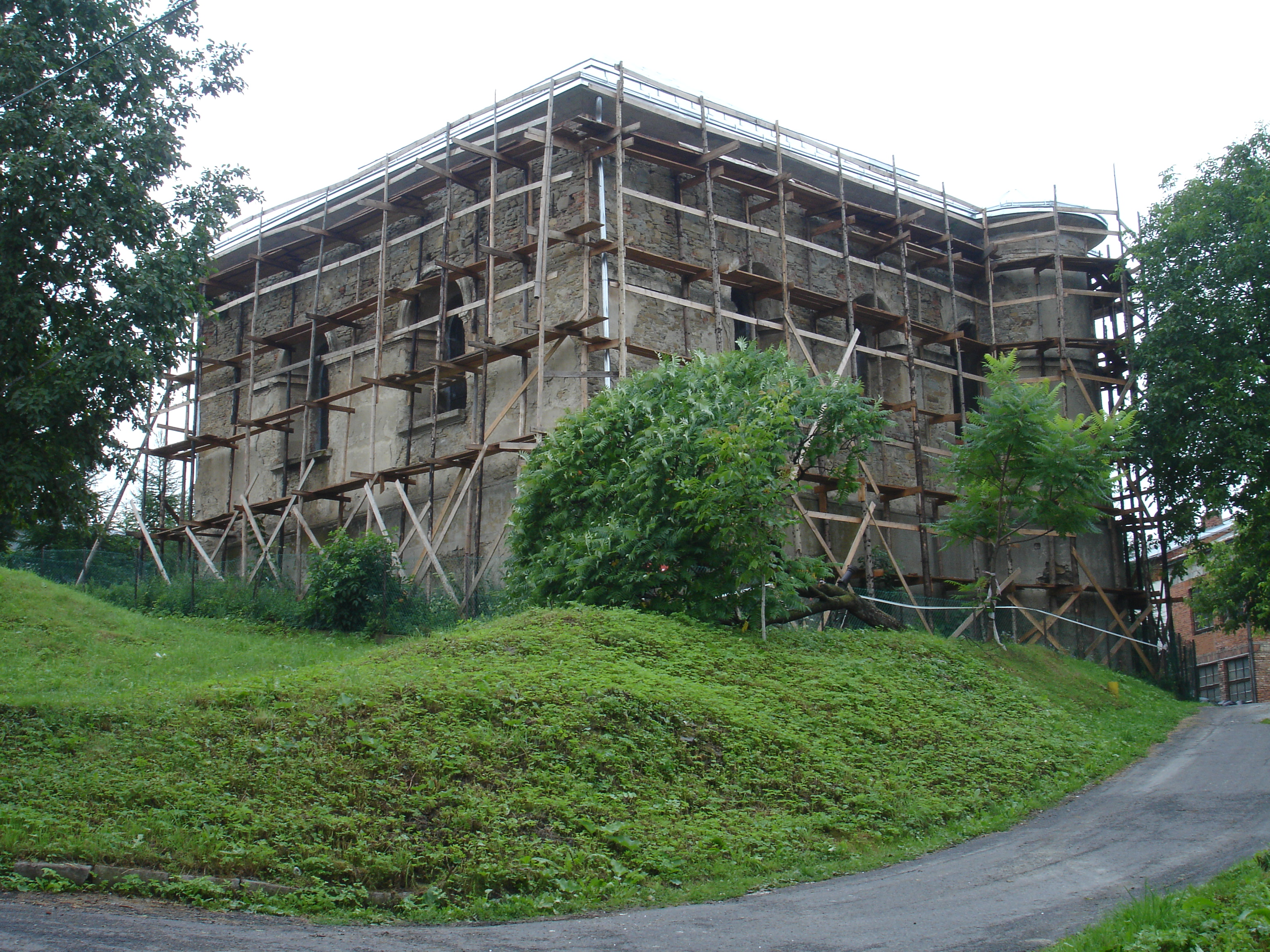
Restaurierung der ehemaligen Synagoge (2005)

Unter dem Oppelner Herzog Wladislaus II. bekam der Ort Ladisslauia 1376 das Stadtrecht. Der Name war vom Namen des Staathalters Wladislaus abgeleitet, aber schwankte später zwischen Laslaw (1413), Rymanow (1415), Rimanow (1423), Laslaw (1428), Rymanow (1433) und Rimanowo (1485). Der endgültige besitzanzeigende Name ist vom deutschstämmigen Personennamen Ryman abgeleitet. Nordwestlich der Stadt erstreckte sich im Mittelalter eine kleine walddeutsche Sprachinsel (Przedmieście [Vorstadt] bzw. Posada [Dolna], Klimkówka und Iwonicz).
Die Stadt gehörte zunächst unter Wladislaus II. zu Ungarn, danach zum Königreich Polen (ab 1569 Adelsrepublik Polen-Litauen), Woiwodschaft Ruthenien, Sanoker Land. Bei der Ersten Teilung Polens kam Rymanów 1772 zum neuen Königreich Galizien und Lodomerien des habsburgischen Kaiserreichs (ab 1804). Ab dem Jahr 1855 gehörte Rymanów zum Steuer- und Gerichtsbezirk Rymanów im Bezirk Sanok.
Durch die Entdeckung von Heilquellen im neunzehnten Jahrhundert entwickelte sich Rymanów zum Kurort. Die Stadt wurde 1914 von russischen Truppen besetzt und teilweise zerstört. Nach Ende des Krieges wurde mit dem Wiederaufbau begonnen. Während des Zweiten Weltkrieges wurde sie erneut zerstört.

## Stadtgliederung und Gemeinde
Die Stadt gliedert sich in die Bezirke:
Rymanów Nr. 1, Rymanów Nr. 2 und Rymanów-Zdrój.
Die Stadt-und-Land-Gemeinde (gmina miejsko-wiejska) hat eine Flächenausdehnung von 165,8 km², 34 % sind mit Wald bedeckt. Zu ihr gehören eine Reihe von Dörfern mit Schulzenämtern. Insgesamt gibt es sieben Schulzentren, zwei Grundschulen und ein allgemeinbildendes Gymnasium (liceum ogólnokształcące).

### Partnerschaften
Rymanów unterhält eine Partnerschaft mit der ukrainischen Stadt Nowowolynsk.

## Sehenswürdigkeiten

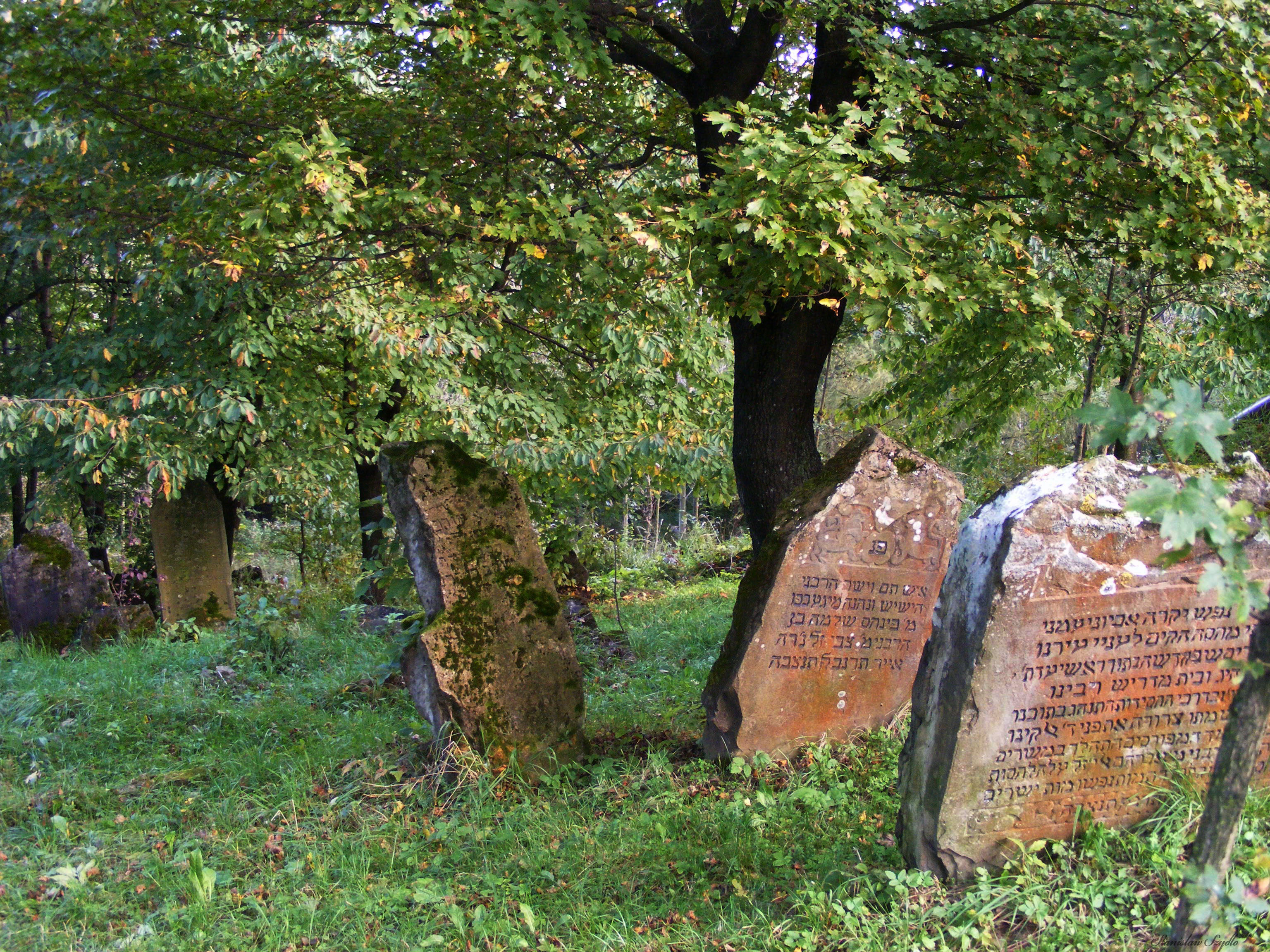
Jüdischer Friedhof in Rymanów

- Katholischer Friedhof – wurde am Ende des 18. Jahrhunderts gegründet. Die älteste Grabmäler stammen vom Beginn des 19. Jahrhunderts.
- Kalvarienberg Rymanów – befindet sich auf einer Höhe von 416 m. Der Kalvarienberg wurde von Anna und Stanisław Potoccy gegründet.
- Jüdischer Friedhof – wurde im 16. Jahrhundert gegründet, einstmals bekannt als „Jüdischer Berg“. Bis heute gibt es dort über 800 Mazewot. Dort befindet sich auch eine Mazewa, die österreichische jüdische Soldaten unvergesslich macht, die in der Umgebung von Rymanów gestorben sind.
- Die in den frühen 2000er Jahren restaurierte, aus dem späten 17. Jahrhundert stammende Synagoge.

## Persönlichkeiten
- Robert Biedroń (* 1976), ehemaliger Abgeordneter des Sejm und Bürgermeister der Stadt Słupsk.
- Jacob Kalich (1891–1975), Schauspieler
- Józef Kanty Ossoliński
- Isidor Isaac Rabi (1898–1988), Physiker, Nobelpreisträger
- Menachem Mendel von Rymanów
- Israel Schorr
- Ignacy Bielecki (1862–1963), Arzt, Ehrenamtlicher, Schöpfer des Museums „Rymanoviana“, Hauptmann der Gemeinsamen Armee.

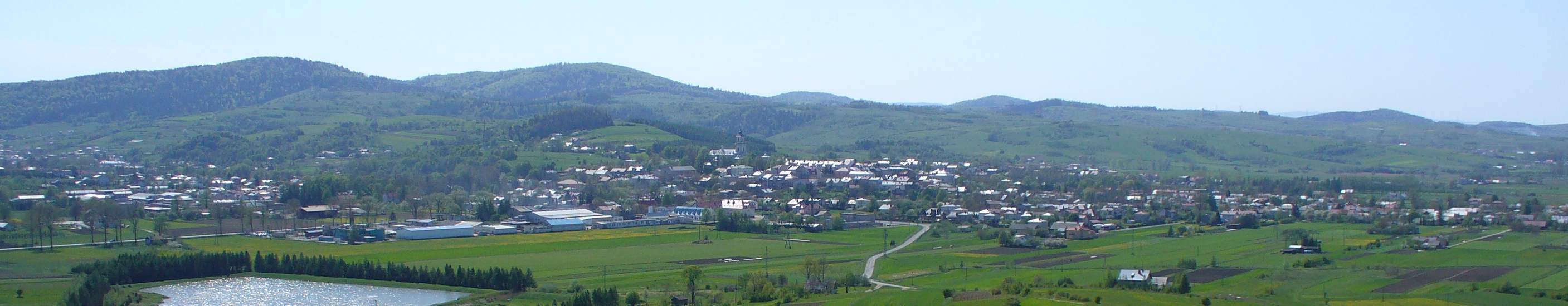
Stadt und Umgebung